# Streptoperas
Streptoperas är ett släkte av fjärilar. Streptoperas ingår i familjen sikelvingar.
Kladogram enligt Catalogue of Life:
| Streptoperas | \| \| Streptoperas crenelata \| \| \| \| \| \| Streptoperas luteata \| \| \| \| |
|              | \| \| Streptoperas crenelata \| \| \| \| \| \| Streptoperas luteata \| \| \| \| |
|              | Streptoperas crenelata                                                          |
|              |                                                                                 |
|              | Streptoperas luteata                                                            |
|              |                                                                                 |